# 彦江
彦江（ひこえ）は、埼玉県三郷市の町名。現行行政地名は彦江一丁目および三丁目、および大字彦江。郵便番号は341-0058。

## 地理
埼玉県の東部地域で三郷市西部の沖積平野上にあり、三郷ジャンクションの南方に位置する。北は彦沢、東は中央、南は花和田に隣接する。田園地帯であった彦江二丁目は区画整理事業により物流センターが造成され、住所もインター南となったため、消滅した。彦江一丁目と三丁目のみとなっており、飛び地となっている。大字彦江は第二大場川の左岸側に小区域として存在する。
八潮市との境界となっている南西部の中川沿いには自然堤防があり、住宅が集中する。三郷浄水場が東部に所在する。

## 沿革
かつては江戸期より存在した下総国葛飾郡二郷半領に属する彦江村で、戦国期は下総国葛飾郡より見出せる彦江であった。彦江は『武蔵田園簿』では彦得とも記された。西を流れる古利根川（中川）には「彦江の渡し」と称される渡船場があり、埼玉郡八条領二丁目村（現、八潮市二丁目）に通じていた。
- はじめは幕府領。以降変遷なし[4]。なお、検地は1695年（元禄8年）に実施[7]。
- 1612年（慶長17年）に伊奈忠次により地内に二郷半領用水が開削される[8]。
- 寛永年間頃に武蔵国に編入された[4]。
- 幕末の時点では葛飾郡に属し、明治初年の『旧高旧領取調帳』の記載によると、幕府領（代官・佐々井半十郎支配所）[注釈 2]。
- 1868年（慶応4年）6月19日 - 幕府領が武蔵知県事・山田政則（忍藩士）の管轄となる。
- 1869年（明治2年）1月13日 - 武蔵知県事・河瀬秀治の管轄区域に小菅県を設置、小菅県の管轄となる[9]。県庁は葛飾郡小菅村に置かれる。
- 1871年（明治4年）11月13日 - 第1次府県統合により埼玉県の管轄となる。
- 1879年（明治12年）3月17日 - 郡区町村編制法により成立した北葛飾郡に属す。郡役所は杉戸宿に設置。
- 1889年（明治22年）4月1日 - 町村制施行に伴ない、北葛飾郡彦成村、番匠免村、上口村、彦倉村、彦糸村、彦野村、彦江村、下彦川戸村、上彦川戸村、上彦名村、彦音村、彦沢村、花和田村、谷口村、采女新田が合併して彦成村が成立、彦江村は彦成村の大字彦江となる。
- 1927年（昭和2年）9月 - 地内を流れる古利根川（中川）の	「彦江の渡し」の場所に共和橋が架設される[10][11]。この橋は1968年（昭和43年）に架け換えられている[12]。
- 1956年（昭和31年）9月30日 - 彦成村が東和村、早稲田村と合併し三郷村が成立。三郷村の大字となる。
- 1964年（昭和39年）10月1日 - 三郷村が町制施行し、三郷町の大字となる。
- 1972年（昭和47年）5月3日 - 三郷町が市制施行し、三郷市の大字となる。
- 1976年（昭和51年）
  - 1月6日 - 大字彦江の一部が番匠免一丁目〜三丁目、および彦沢一丁目〜三丁目の成立に伴い編入。
  - 3月31日 - 大字彦江の大部分、大字彦沢の一部、大字花和田の一部から彦江一丁目〜三丁目が成立[13]。
- 1981年（昭和56年）4月10日 - 地内の共和橋の下流側に現在の共和橋が架け替えられ開通する[14]。
- 1985年（昭和60年）
  - 1月24日 - 地内に首都高速6号三郷線が開通する。
  - 6月24日 - 地内に三郷浄水場が建設され、稼働を開始する。
- 2005年（平成17年）
  - 3月27日 - 地内に国道298号が開通する。
  - 11月27日 - 地内に東京外環自動車道が開通、三郷出入口や外環三郷東料金所（現三郷中央料金所）が開設される。
- 2015年（平成27年）2月7日 - 彦江二丁目および彦江三丁目の一部からインター南が成立[15]。彦江二丁目が消滅した。
- 2018年（平成30年）6月2日 - 地内に東京外環自動車道の三郷中央インターチェンジが開設される。

## 世帯数と人口
2017年（平成29年）10月1日現在の世帯数と人口は以下の通りである。
| 丁目       | 世帯数  | 人口  |
| ---------- | ------- | ----- |
| 彦江一丁目 | 372世帯 | 961人 |

## 小・中学校の学区
市立小・中学校に通う場合、学区は以下の通りとなる。
| 丁目・町丁 | 番地 | 小学校             | 中学校           |
| ---------- | ---- | ------------------ | ---------------- |
| 彦江一丁目 | 全域 | 三郷市立彦成小学校 | 三郷市立北中学校 |
| 彦江二丁目 | 全域 | 三郷市立彦成小学校 | 三郷市立北中学校 |
| 彦江三丁目 | 全域 | 三郷市立幸房小学校 | 三郷市立北中学校 |
| 彦江       | 全域 | 三郷市立幸房小学校 | 三郷市立北中学校 |

## 交通

### 鉄道
- 地内に鉄道は敷設されていない。最寄り駅は武蔵野線三郷駅となる。

### 道路
- 東京外環自動車道
  - 三郷インターチェンジ
- 首都高速道路6号三郷線
- 国道298号
- 東京都道・埼玉県道67号葛飾吉川松伏線
- 埼玉県道116号八潮三郷線
- 二郷半用水通り
- 彦成通り

## 施設
- 三郷浄水場
- 不燃物処理場（一部）
- 彦江集会所
- 彦江神社 - 村社香取神社他を合祀する。
- 真言宗密乗院
- 密乗院上寺